# Râul Corhani
Râul Corhani este un curs de apă, afluent al râului Mortăuța.